# Hannibal Gisco
Hannibal (bijgenaamd Gisco) was een Carthaags militair bevelhebber te land en ter zee in het begin van de Eerste Punische Oorlog.
In 261 v.Chr. was hij bij het begin van deze oorlog garnizoensbevelhebber bij het beleg van de Siciliaanse stad Agrigentum, die na enkele maanden door de Romeinen werd ingenomen.
In 260 v.Chr. boekte hij zijn enige succes tegen de Romeinen in de Slag bij de Liparische eilanden, toen de Romeinen voor het eerst ter zee een krachtmeting met de Carthagers waagden.
In datzelfde jaar viel hij, in de zeeslag bij Mylae, met een vloot van 130 schepen de met enterbruggen (de 'corvus', een technische innovatie van de Romeinen) uitgeruste Romeinse vloot onder het bevel van Gaius Duilius aan. Hij werd echter verslagen en wist nauwelijks zijn hachje te redden.
Toen hij het volgende jaar in 259 v.Chr opnieuw het bevel voerde over een Carthaagse vlooteenheid, verspeelde hij bij een nieuw treffen met de Romeinen voor de kust van Sardinië door zijn schuld opnieuw veel schepen. Zijn blunders kostten hem in 258 v.Chr het leven: hij werd door de Carthaagse autoriteiten met de kruisdood gestraft.